# Denis Tsoumou
 (mai 2016).
Améliorez-le ou discutez des points à vérifier. 
Denis Tsoumou est un footballeur congolais (RC) né le 9 novembre 1978 à Brazzaville. Il joue au poste de milieu de terrain.

## Biographie

### Niort
Il a été l'artisan de Niort lors de la saison 2011-2012 capitaine du groupe et titulaire en fin de contrat avec Niort il souhaite prolonger l'aventure avec les Chamois promus en Ligue 2 mais il sera barré par une blessure et verra son contrat non prolongé. 

### Amiens
Il quitte le club et s'engage dans la foulée au Amiens SC tout juste relégué de Ligue 2. Il signe pour un an et 1 en option en cas de remonté immédiate, mais le club reste en National et il quitte Amiens.

### Rodez
il s'entrainera avec la réserve Niortaise en 2013-2014 mais ne se verra pas de propositions de contrat et s'engagera avec le club de Rodez Aveyron Football mais relégué au terme de la saison il recherche un club.

### Le Pontet
trouve en août 2014 le club de Us Le Pontet(Cfa) avec 12 match sur 15 et 0 but et en méforme il prend sa retraite lors de la rencontre face à Villefranche FC barré encore par une blessure et aussi car le club était en sur effectif 24 joueur.

## Sélection
Tsoumou a été sélectionné à plusieurs reprises avec l'équipe du Congo.